# Calopterygidae
Agrionidae
Famille
Synonymes
- Agrionidae Leach 1815

Les Calopterygidae forment une famille du sous-ordre des zygoptères dans l'ordre des odonates. Cette famille comprend plus de 150 espèces. Ce sont de grandes demoiselles avec généralement une coloration métallique. Elles volent par petits bonds, battant des ailes relativement lentement. Comme tous les odonates, ces demoiselles sont carnivores et se nourrissent de divers insectes. Les larves s'alimentent de petits invertébrés et utilisent leur masque, le labium modifié, pour les capturer. Les larves d'éphémères sembleraient être l'une de leurs proies de prédilection.

## Caractéristiques

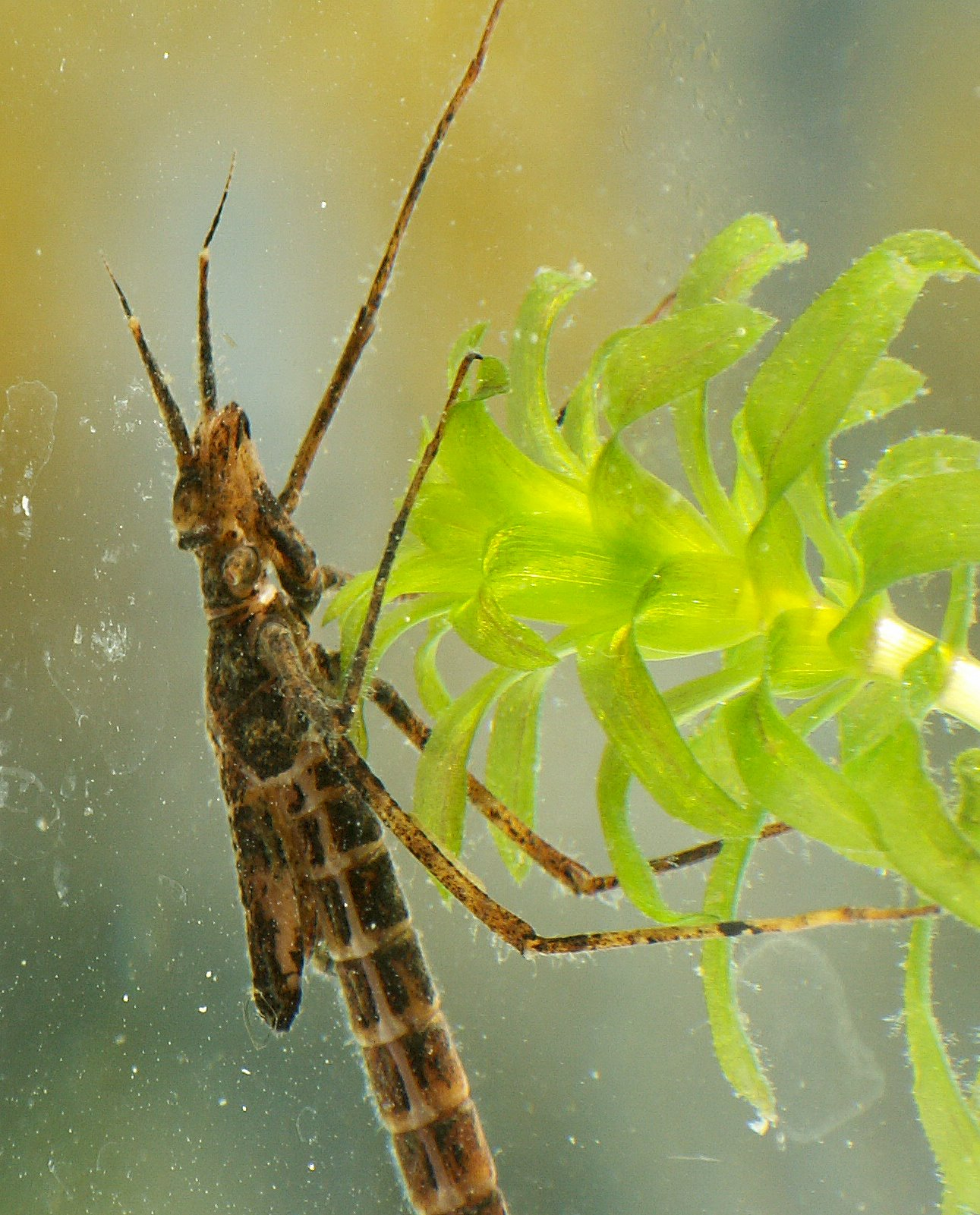
Larve Calopteryx.

Ces grandes demoiselles à coloration métallique portent des ailes plus larges que celles des autres zygoptères et, au repos, elles sont maintenues ensemble ou légèrement entrouvertes au-dessus du corps. Leurs ailes présentent également des taches noires, brunes, ambre ou rouges ou peuvent être entièrement noires.

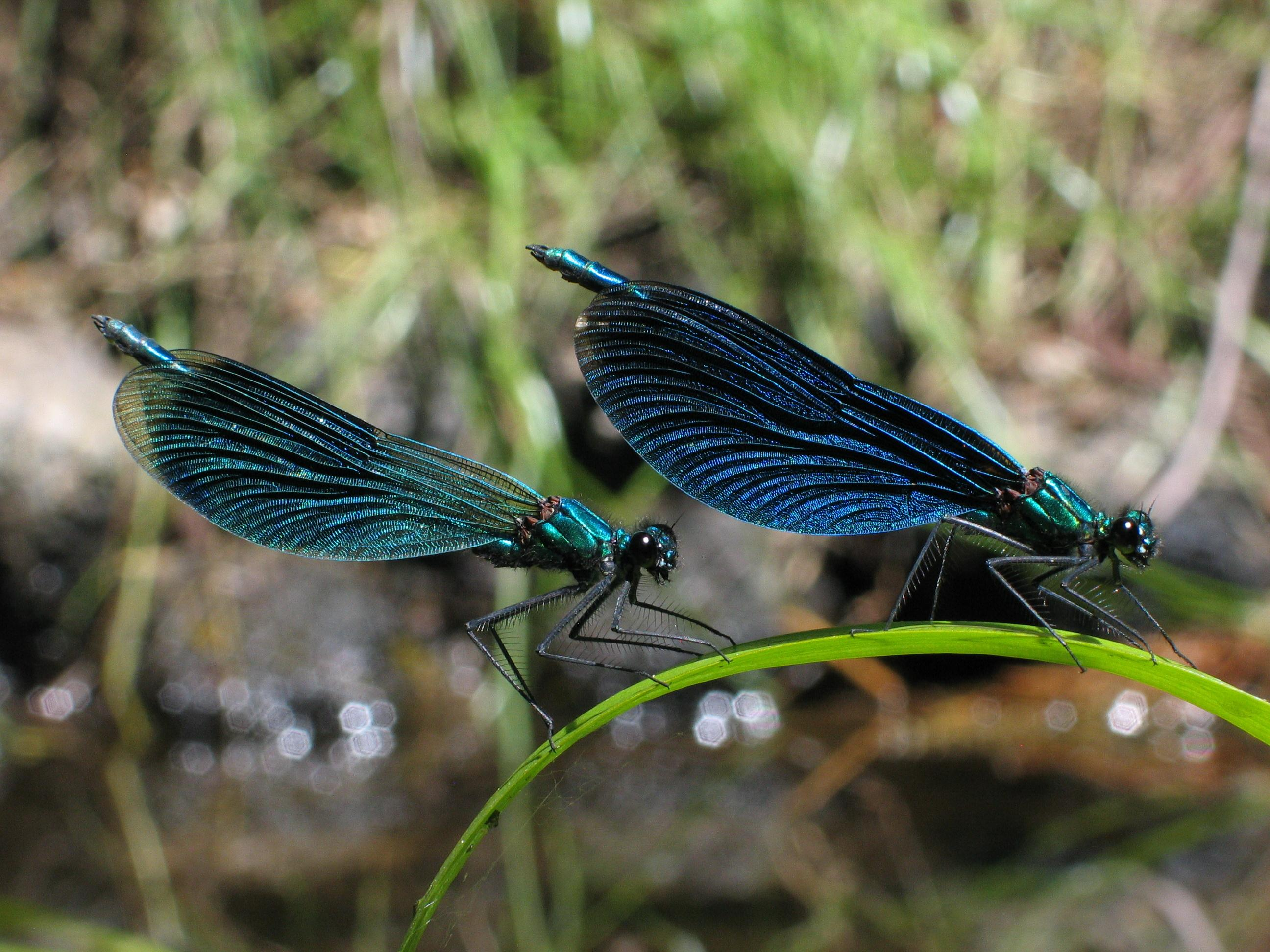
Ailes larges chez les Calopterygidae
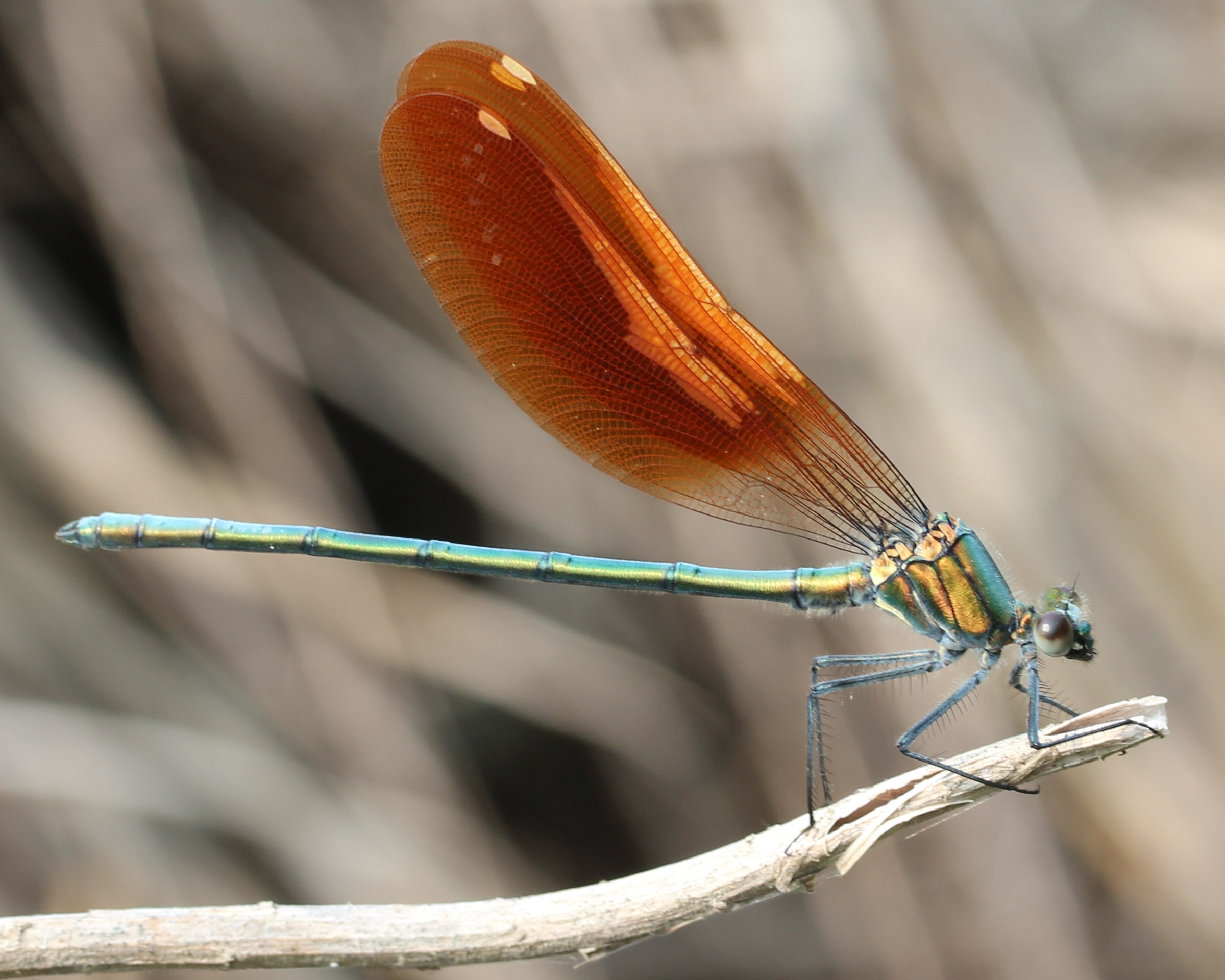
Ailes ambrées chez Mnais costalis
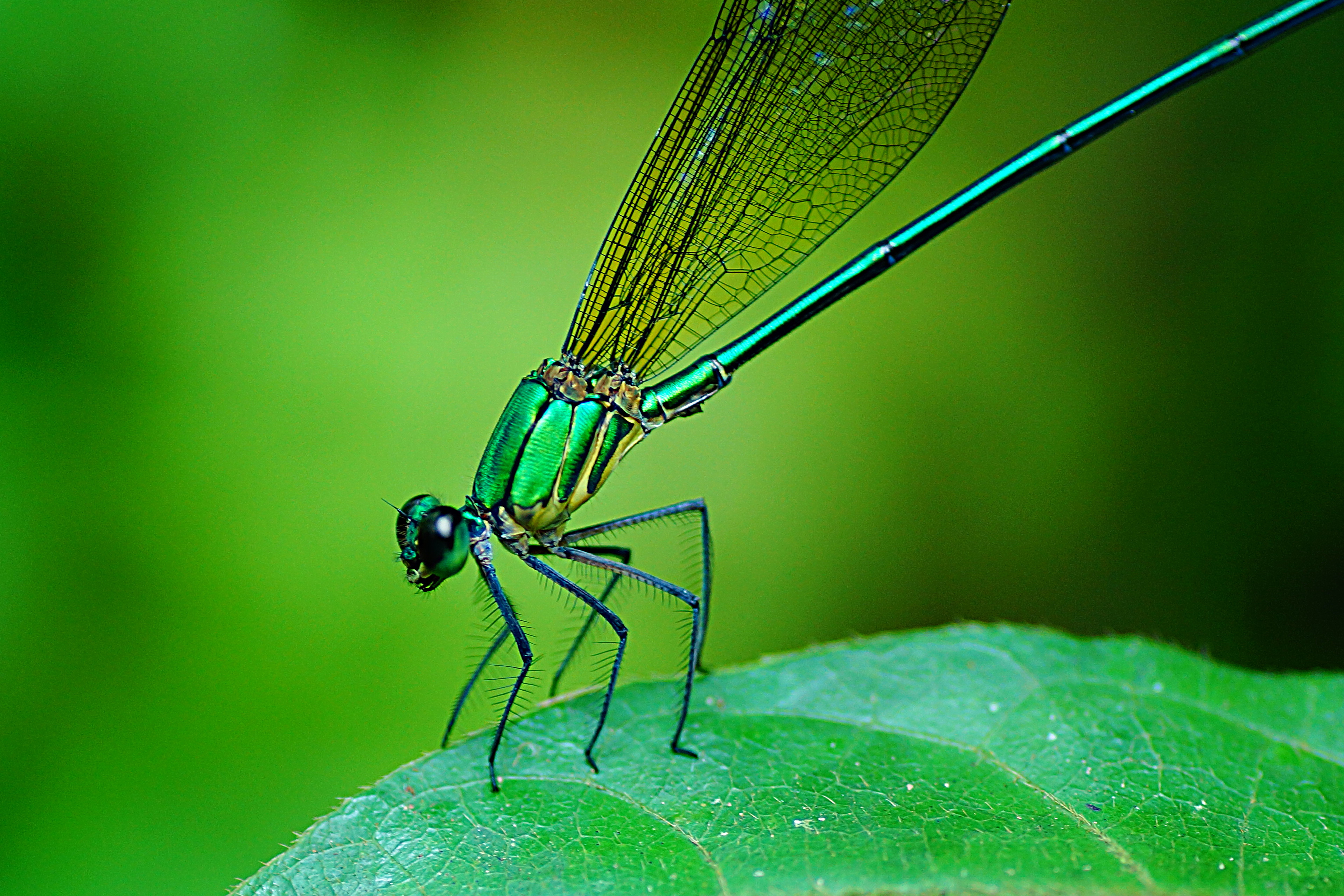
Coloration métallique

Les larves sont allongées, de forme rectangulaire et possèdent de longues antennes avec un scape aussi long que les autres articles antennaires réunis. Généralement, elles sont de coloration brune avec quelques taches et on les trouve dans les détritus, au fond des cours d'eau.

## Habitat
Les Calopterygidae fréquentent les ruisseaux permanents et les rivières. Certains vivent à proximité des lacs, étangs ou sous-bois. 

## Reproduction

### Comportements territoriaux
Les mâles sont connus pour être très territoriaux et deviennent agressifs durant la période de reproduction. Ils chassent et agressent les intrus (mâles de la même espèce, autres espèces d'odonates et même d'autres insectes) pénétrant dans leur territoire. Cette zone se compose habituellement d'une perche surplombant plusieurs sites de pontes. Les mâles occupent leur territoire pendant 1 à 8 jours.

### Parade nuptiale
Chez certaines espèces, les mâles pratiquent une parade nuptiale pour courtiser leurs partenaires, un comportement très rare dans le monde des demoiselles. Cette parade nuptiale consiste en prouesses aériennes complexes finissant par un vol stationnaire face à la femelle. Si la femelle est réceptive, elle acceptera d'être prise en tandem.
Lors de la ponte, le mâle garde la femelle, avec un contact direct des cerques sur son prothorax. Celle-ci pond dans la végétation submergée. Le mâle quittera la femelle à la fin de la ponte.

## Classification
La famille des Calopterygidae est décrite par l'entomologiste belge Edmond de Sélys Longchamps (1813-1900) en 1850,.

### Synonyme
Selon GBIF en 2023, un synonyme de cette famille des Calopterygidae est Agrionidae alors que pour Paleobiology Database en 2023, Agrionidae est un synonyme de la famille des Coenagrionidae.

### Sous-familles et genres
Il existe trois sous-familles avec genres genres :
Sous-famille des Caliphaeinae Tillyard & Fraser, 1939 :
- Caliphaea Hagen in Selys, 1859
- Noguchiphaea Asahina, 1976

Sous-famille des Calopteryginae Selys, 1859 :
- Atrocalopteryx Dumont, Vanfleteren, De Jonckheere, & Weekers, 2005
- Calopteryx Leach, 1815
- Echo Selys, 1853
- Iridictyon Needham & Fisher, 1940
- Matrona Selys, 1853
- Mnais Selys, 1853
- Neurobasis Selys, 1853
- Phaon Selys, 1853
- Psolodesmus McLachlan, 1870
- Sapho Selys, 1853
- Umma Kirby, 1890
- Vestalis Selys, 1853

Sous-famille des Hetaerininae Selys, 1853:
- Hetaerina Cowley, 1934
- Mnesarete Hagen in Selys, 1853

## Galerie

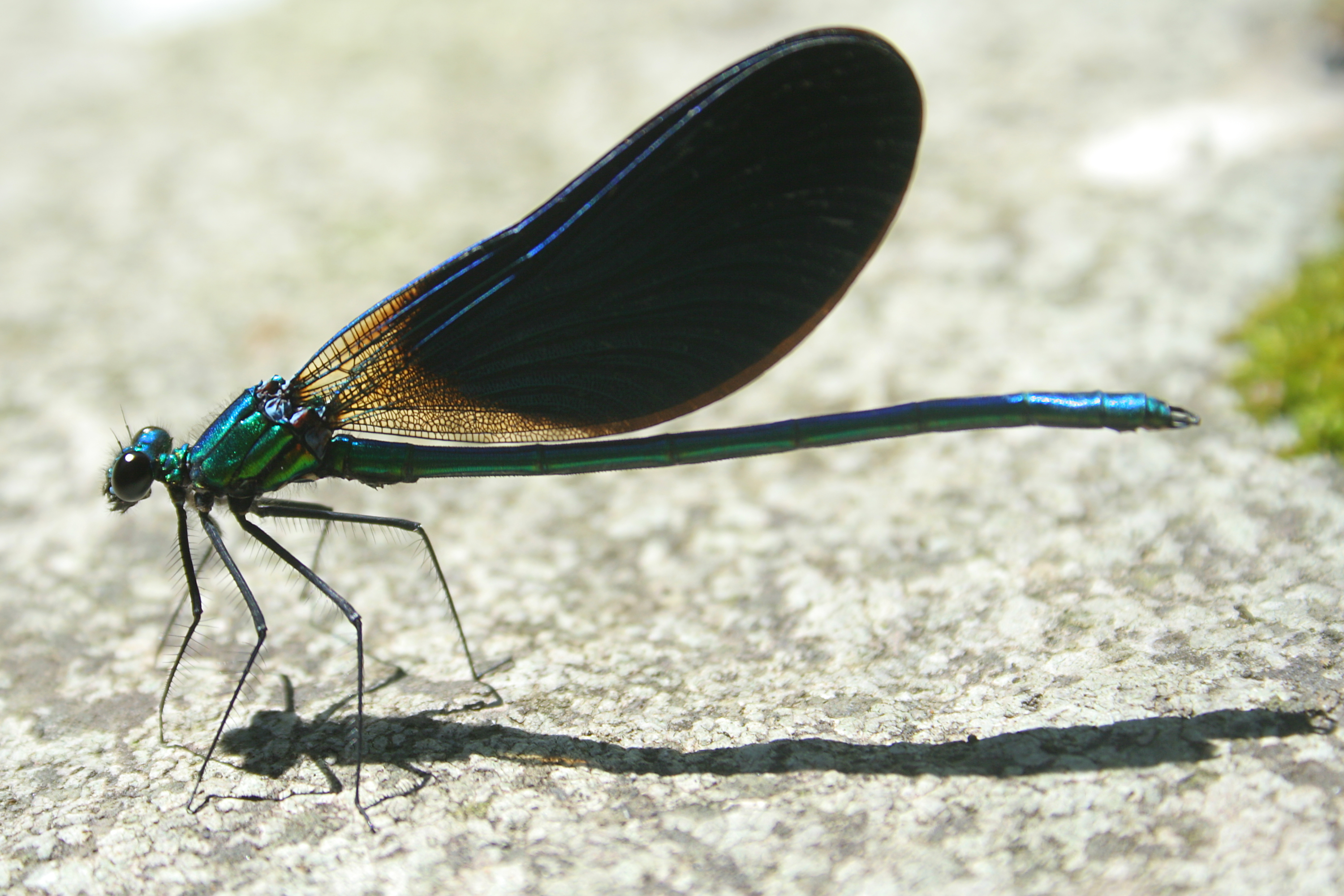
Calopteryx virgo
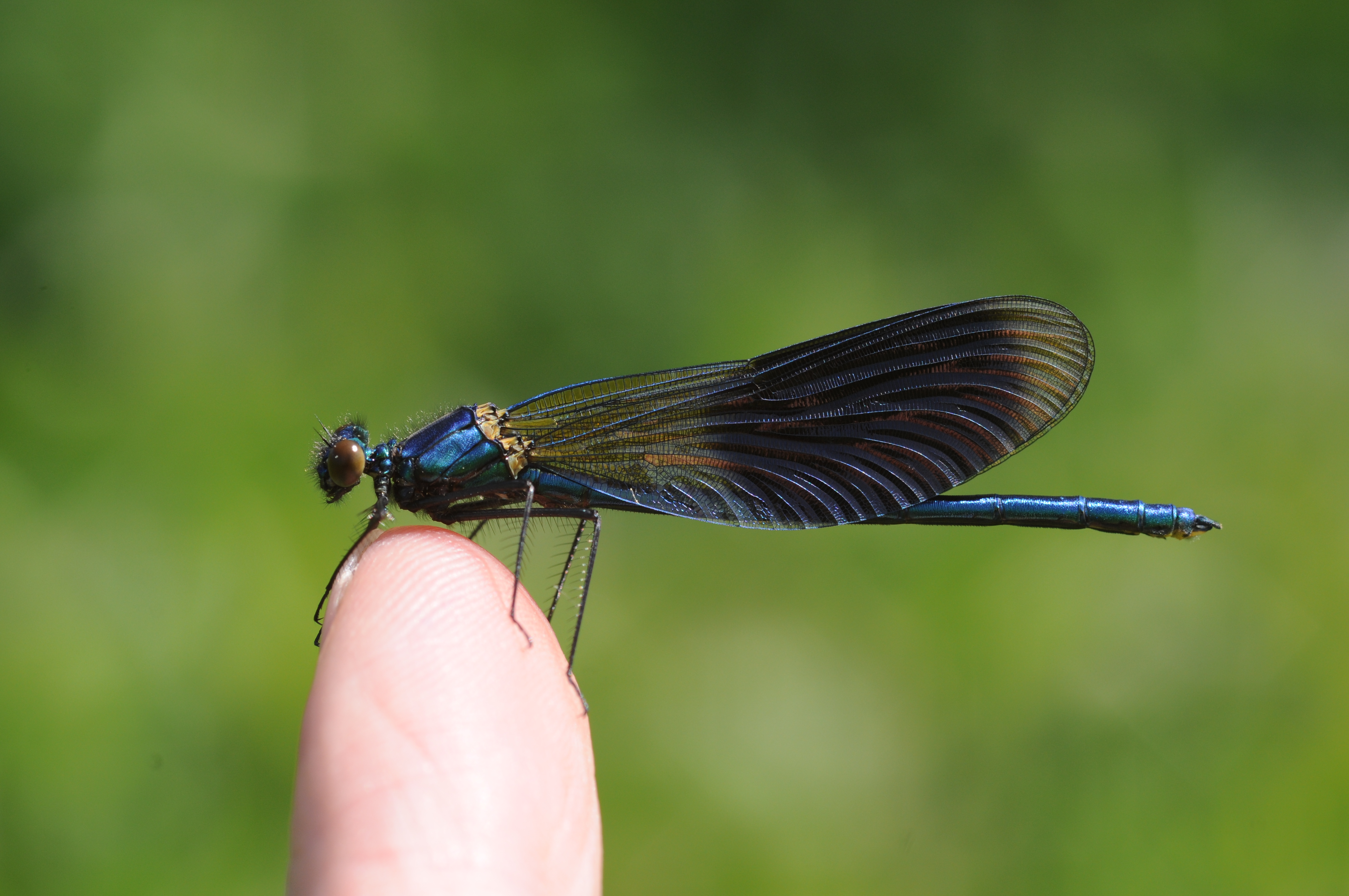
Calopteryx splendens
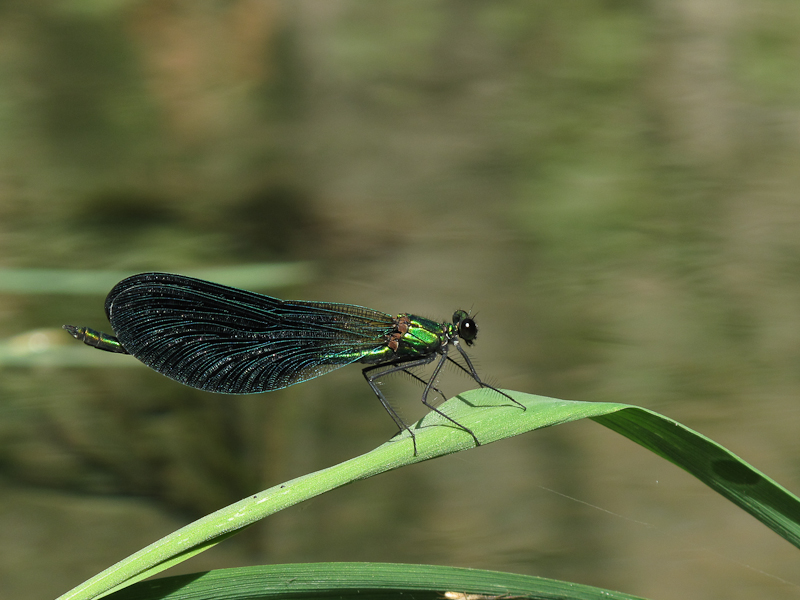
Calopteryx samarcandica
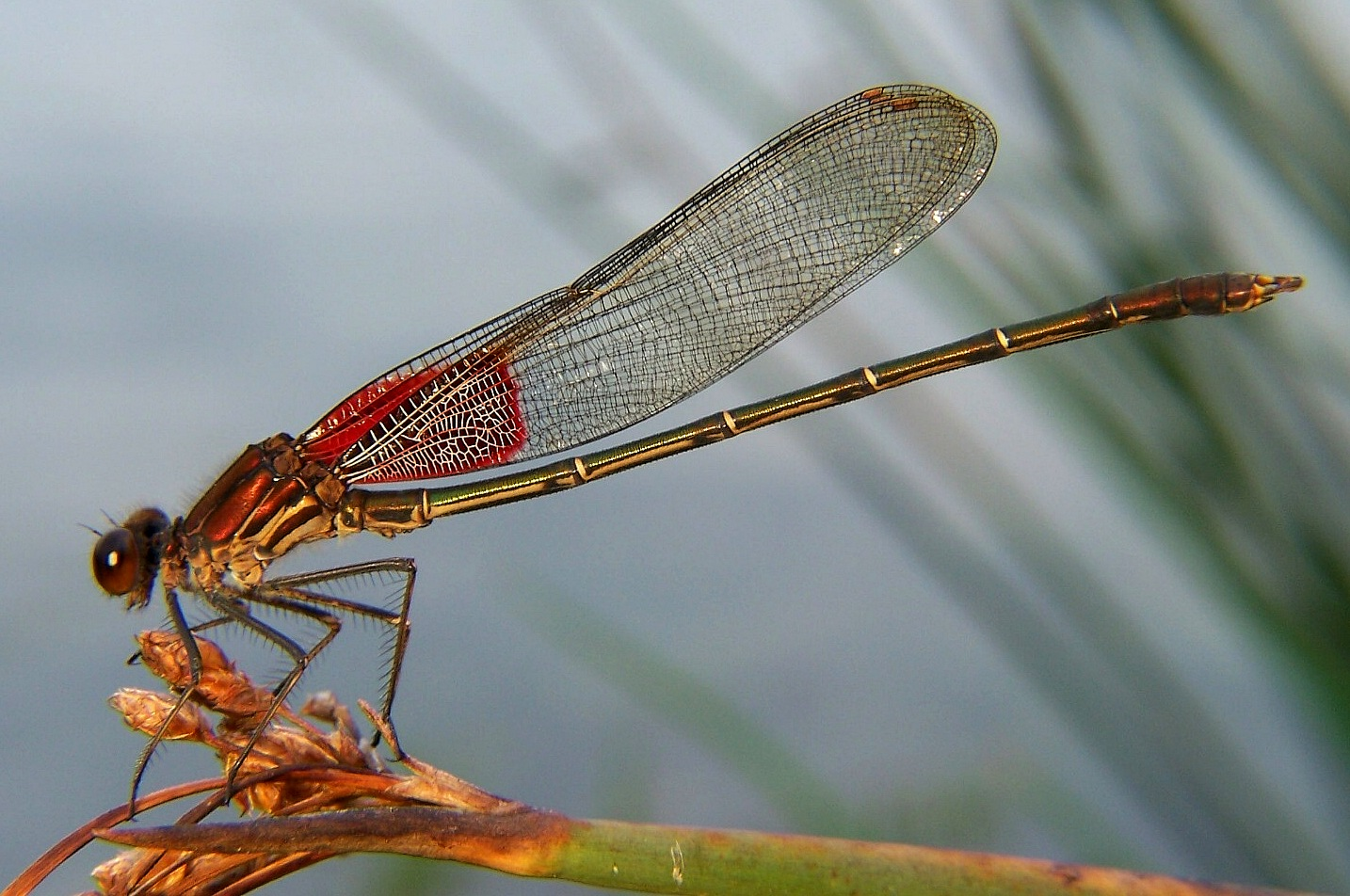
Hataerina americana
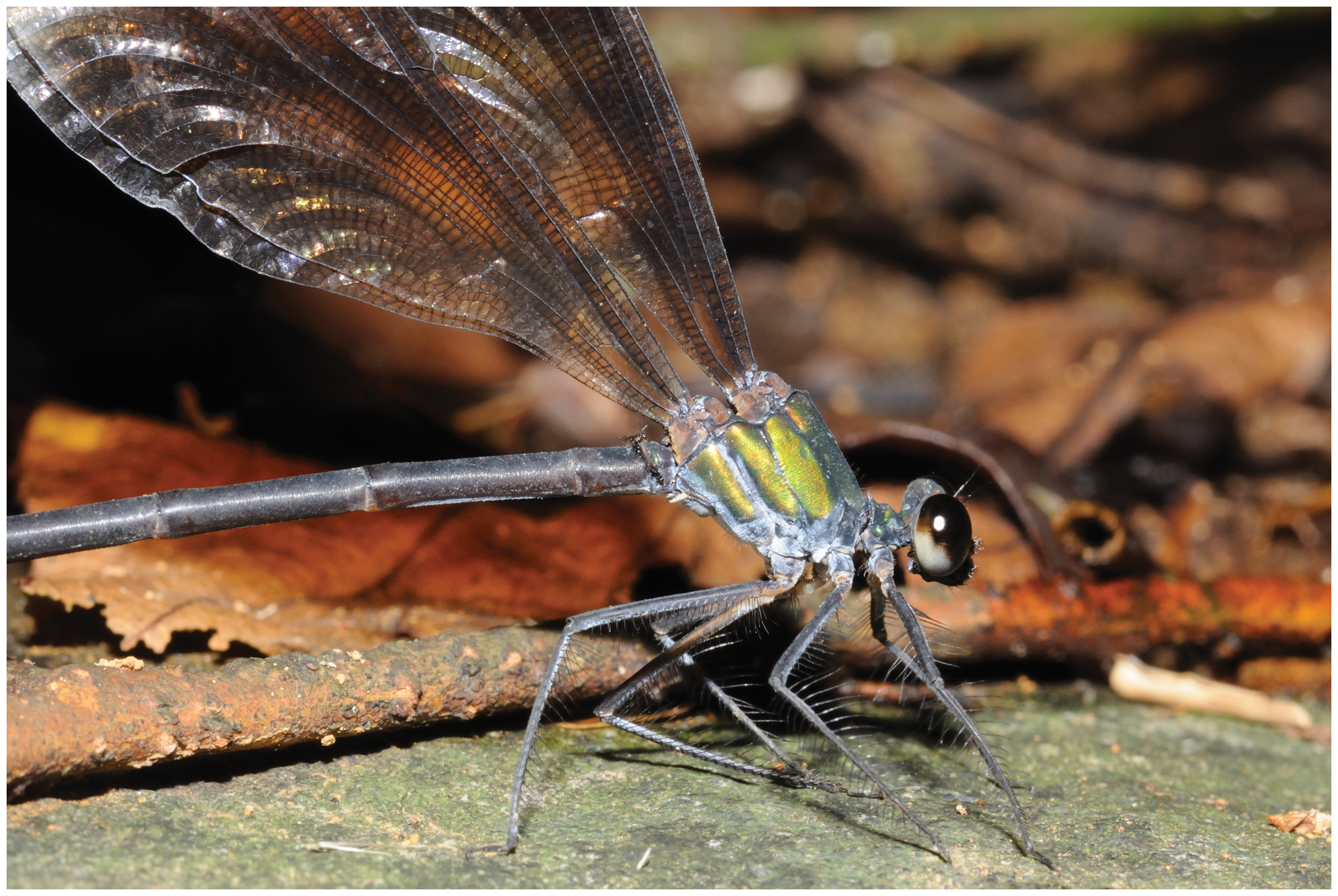
Psododesmus mandarinus